# Islamabad
För andra betydelser, se Islamabad (olika betydelser).
Islamabad (urdu: اسلام آباد) är huvudstad i Pakistan. Staden är belägen i ett eget federalt territorium ,och folkmängden uppgår till cirka 1 miljon invånare. Näraliggande Rawalpindi, i Punjab, har dock större delen av den pakistanska militärens centrala funktioner.
Staden byggdes under slutet av 1960-talet, för att ersätta Karachi som landets huvudstad. Ansvarig för byggandet av den nya staden var den kände stadsplaneraren Constantinos A. Doxiadis. Staden är välorganiserad, med indelning i sektorer med egna moskéer och marknadsplatser. Här finns den kolossala Shah Faisal-moskén, liksom universitetet Quaid-i-Azam.